# كين ليرنر
كين ليرنر (بالإنجليزية: Ken Lerner)‏ هو ممثل أمريكي، ولد في 27 مايو 1948 ببروكلين في الولايات المتحدة.

## أعمال

### أفلام
- (1990) روبوكوب 2[3][4][5]
- (1994) أم الأولاد
- (1998) غودزيلا
- (2006)  اخر الرجال الصامدين

### مسلسلات
- أيام سعيدة
- بيفرلي هيلز 90210
- جاغ
- دارما وغريغ
- موردر
- رجلان ونصف
- كاسل
- ويدز

## وصلات خارجية
- كين ليرنر على موقع IMDb (الإنجليزية)
- كين ليرنر على موقع ألو سيني (الفرنسية)
- كين ليرنر على موقع أول موفي (الإنجليزية)
- كين ليرنر على موقع قاعدة بيانات الأفلام السويدية (السويدية)
- كين ليرنر على موقع قاعدة بيانات الفيلم (الإنجليزية)
- كين ليرنر على موقع كينوبويسك (الروسية)